# Romanian Tribune
Romanian Tribune este un ziar românesc editat la Chicago, Statele Unite ale Americii, de către Centure Focus Publishing.

## Istorie
Prima ediție a fost publicată pe 24 ianuarie 2002, cu ocazia comemorării Zilei Unirii Principatelor Române. Începând cu ediția nr. 140 ziarul este tipărit pe hârtie cerată și capsat pentru o calitate îmbunătățită,
iar din 15 noiembrie 2007 apare aproape integral și on-line, având actualizări zilnice.

## Distribuție
Ediția tipărită a ziarului este publicată la interval de două săptămâni și este distribuită gratuit, cheltuielile fiind suportate din donații și sponsorizări provenite din partea unor membri ai comunității româno-americane. Abonamentele individuale acoperă doar cheltuielile de expediere. Organizat în format tabloid, ziarul apare cu 26 de ediții pe an.